# 我想飞进天空
《我想飞进天空》（八方出版譯作《請聽我說：傾聽自閉少年的內心之歌》，遠流出版公司譯作《我想變成鳥，所以跳起來：在自閉兒的世界裡，理解是最適當陪伴》）是由罹患自闭症的日本作家东田直树在其13岁时所创作的一本随笔散文集。2021年推出真人版电影。

## 英語翻譯
英語版本推出前，只有繁體中文版以及馬其頓語版本。簡體中文版由张怀强翻译，并由同样罹患自闭症的张汉提供插图。